# Educación en Argelia
La educación en Argelia es gratuita y obligatoria para los argelinos desde las edades de 6 a 15 años. Sin embargo, la mitad de los estudiantes argelinos están matriculados en escuelas secundarias. Desde 2015, Argelia posee 92 instituciones de educación superior, entre las que incluyen 48 universidades.

## Historia
Antes de la conquista de Argel por parte de Francia en 1830, las tierras religiosas llamadas hubus poseían profesores musulmanes remunerados. Cuándo los franceses conquistaron Argelia, se apoderaron del hubus, por lo que se puso fin a la financiación de la educación tradicional. Durante la colonización de Argelia, Napoleón III restableció el uso de las madrasas y en la creación de escuelas primarias tanto de orientación árabe como francesa. Sin embargo, durante la Tercera República, el gobierno parisino intentó influenciar la cultura francesa en las tierras argelinas, pero sus políticas estuvieron frustradas por colonizadores blancos, quienes boicotearon el financiamiento de nuevas escuelas. Después de la guerra de independencia, Argelia introdujo varias políticas para reformar y fortalecer la estructura educativa. El Ministerio de Educación fue creado en 1963.

## Sistema educativo

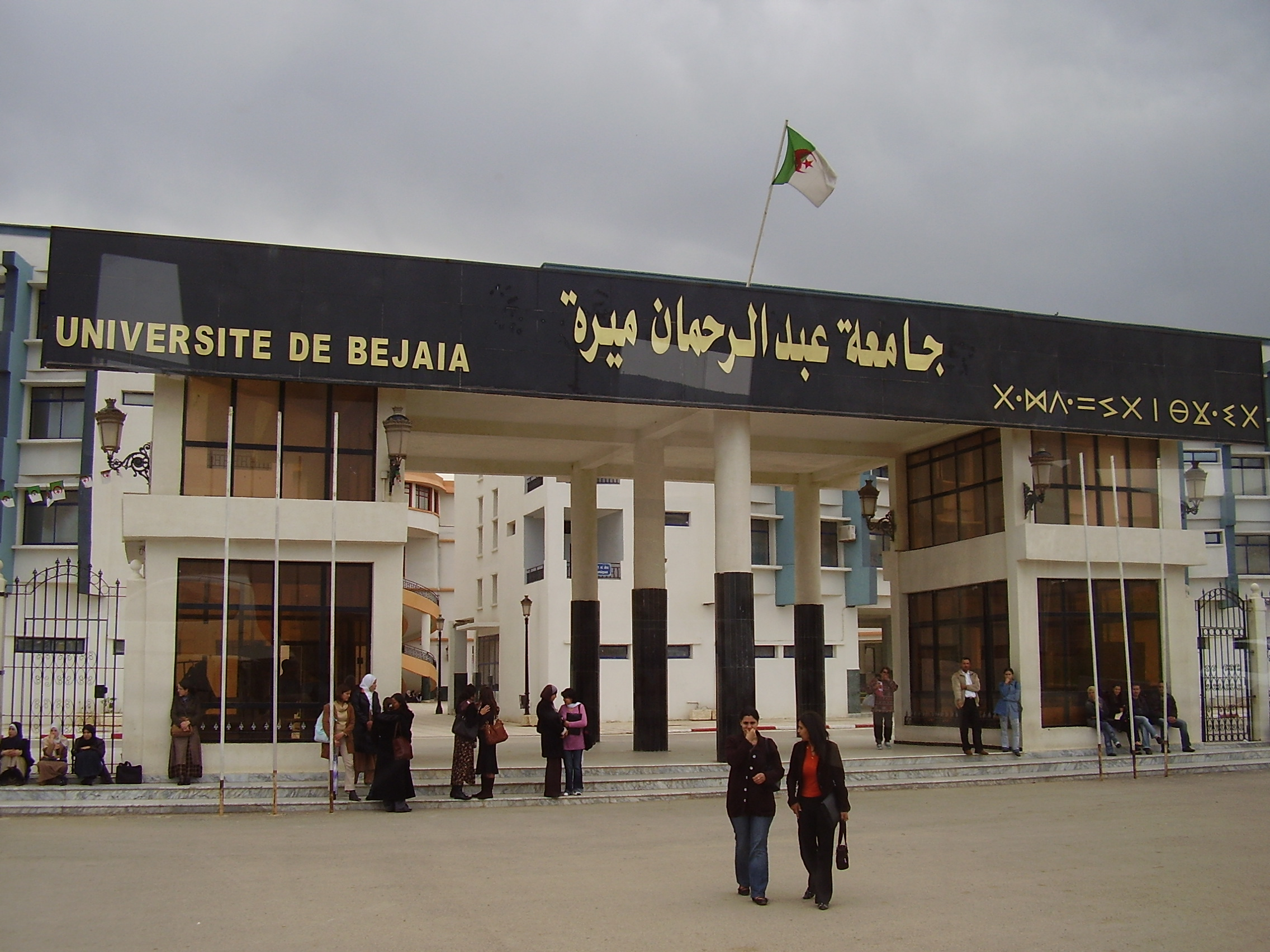
Universidad de Bugía.

En Argelia, el 24% de los niños están matriculados en la enseñanza preescolar. Desde 2003, se han implantado nuevas reformas para hacer más accesible, el ingreso de estudiantes en la enseñanza preescolar.
La escuela primaria dura 5 años. Posteriormente, el estudiante cursa 4 años de educación secundaria menor y 3 años de educación secundaria superior. La educación primaria y secundaria menor es denominada "Enseignment Fondemental" (Enseñanza Fundamental), ya que es la educación básica que todo individuo debe poseer. Si el estudiante desea cursar estudios superiores, debe de tomar el baccalauréat (bachillerato), un examen nacional.
Existen un total de 57 instituciones públicas de educación superior, entre las que incluyen "27 universidades, 13 centros universitarios, 6 escuelas nacionales (écoles nationales), 6 institutos nacionales (instituts nationaux), y 4 institutos de formación docente (écoles normales supérieures)''. A partir de 2015, Argelia cuenta con 92 instituciones de educación superior, entra las que incluyen 48 universidades. Por lo general, los argelinos estudian 3 años para un título de bachillerato, 2 años para un programa de maestría, y 3 años para un doctorado.

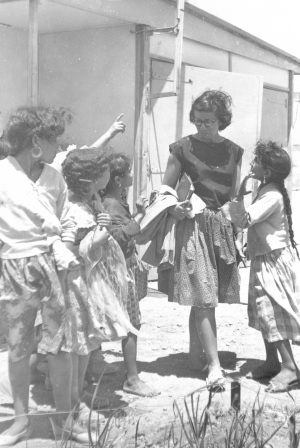
Niños en una escuela en Argelia, 1967

## Idiomas
En Argelia, los estudiantes reciben la enseñanza principalmente en árabe, aunque desde 2003 a los profesores se les permite dar clases en lenguas bereberes. Esta medida permite a las escuelas del país evitar las quejas por la arabización de la educación y por contratar profesores no argelinos. En efecto, ya 1994, los alumnos y estudiantes cabilios habían boicoteado las escuelas argelinas durante un año, exigiendo la oficialización del bereber, lo que llevó a la creación simbólica del Alto Comisariado de la Amaziguidad en 1995. Posteriormente, el bereber se enseñó como lengua no obligatoria en las zonas de habla bereber. En 2017, 350.000 alumnos estudiaban tamazight en 38 wilayas de 58, lo que representa el 4 % de todos los estudiantes. El 90 % de ellos estudia tamazight en caracteres latinos.  En 2018, el gobierno anunció que, en el futuro, se impartirían clases optativas de tamazight en todas las escuelas públicas de primaria y secundaria.  La generalización de la educación tamazight se topó con cierta oposición en las zonas arabófonas. En 2023, según el ministro de Educación, la educación en tamazight seguía extendiéndose a todas las escuelas argelinas.
Antes del colonialismo, Argelia estaba habitada principalmente por hablantes de árabe y bereber. Debido al pasado colonial francés de Argelia, el francés se convirtió en la primera lengua extranjera en enseñarse en el país. Sin embargo, un mes antes de la independencia, los líderes revolucionarios argelinos declararon que el futuro Estado argelino estaría comprometido con la arabización del país. Ahmed Ben Bella implementó leyes de arabización lingüística en las escuelas primarias y exigió la enseñanza del árabe en todos los niveles educativos desde 1963-1964. En 2004, se impusieron restricciones lingüísticas en el idioma, que hicieron que el 90% de toda la enseñanza de las escuelas del país fuesen en árabe. En noviembre de 2005, el Parlamento aprobó leyes que prohibían a las escuelas privadas impartir clases en cualquier otro idioma que no fuera el árabe.
La lingüística ha sido tema de debate dentro del sistema educativo argelino. El cambio del bilingüismo en francés y árabe al monolingüismo en árabe, ha causado problemas con los estudiantes egresados que intentan ingresar al mercado laboral.

## Alfabetización

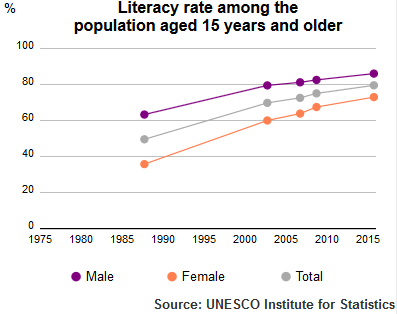
Tasa de alfabetización de la población argelina mayor de 15 años entre los años 1980 y 2015, la cual ha mostrado una notable mejoría a nivel general. Fuente: Instituto de Estadísticas de la Unesco.

El índice de alfabetización en Argelia ha mejorado significativamente durante las últimas décadas. En 1950, el índice de alfabetización de adultos en Argelia era inferior al 20%. Después de la independencia en 1962, más del 85% de la población aun seguía siendo analfabeta.
Hacia 2015, el índice de alfabetización de Argelia era de un 80%, siendo superior a los niveles presentados en países vecinos como Marruecos y Egipto. En la región, únicamente Libia tiene niveles de alfabetización superiores. De este porcentaje de argelinos letrados, el 87% de los hombres saben leer y escribir, en comparación con el 73% de las argelinas.

## Financiación y Empleo
La educación representa el 15% del presupuesto nacional de Argelia. Argelia posee una de las mayores carencias de docentes en África del Norte, con 200 000 profesores de enseñanza primaria necesarios para cumplir los objetivos de desarrollo sostenible de las ONU para la educación.

## Educación en cantidad de estudiantes
El números de niños matriculados en las escuelas ha crecido notablemente después de la independencia. En 1962, solo había 750 000 estudiantes de enseñanza primaria y 3 000 estudiantes universitarios. Para 1984, la cifra aumentó a 900 000 estudiantes en las escuelas y 107 000 estudiantes de educación superior. Y en 2005, la tasa de matriculación primaria era del 97%, mientras que en la secundaria cubría el 66%.
De acuerdo a las estadísticas del Instituto de Estadísticas de la Unesco para el período académico 2011–2012:
| Nivel de enseñanza          | Cantidad de estudiantes |
| --------------------------- | ----------------------- |
| Escuela primaria            | 3 452 000               |
| Escuela secundaria inicial  | 3 240 000               |
| Escuela secundaria superior | 1 333 000               |
| Total                       | 8 023 000               |

## Lectura más lejana
- Aimeur, Roza. "Aprendizaje basado en Proyectos en los Planes de Estudio y Textos Escolares en las Escuelas Secundarias de Argelia" ( Archivado el 23 de noviembre de 2015 en Wayback Machine.; Título de Magíster en inglés). Universidad de Tizi-Ouzou. 2010/2011.